# 宝蔵院 (台東区)
宝蔵院（ほうぞういん）は、東京都台東区にある真言宗豊山派の寺院。

## 歴史
創建年代は不明であるが、栄秀によって開山された。元々は鳥越に位置していたが、後に現在地に移転した。
米沢藩上杉家は、江戸における祈願所として当寺を整備した。上杉謙信以降の歴代藩主の位牌が安置されている。中興の澄尊は元米沢藩士である。
当寺にある地蔵菩薩像は、赤穂事件の際に吉良邸で戦って戦死した米沢藩士の菩提を弔うために建てられたものである。

## 交通アクセス
- 南千住駅より徒歩17分（経路案内）。
- 日比谷線三ノ輪駅より徒歩約18分（経路案内）。